# 紐霍普 (阿肯色州)
紐霍普（英語：Newhope）是位於美國阿肯色州派克縣的一個非建制地區。該地的面積和人口皆未知。

## 地理
紐霍普的座標為34°13′49″N 93°52′49″W / 34.23028°N 93.88028°W，而該地的平均海拔高度為230米（即755英尺）。